# Herrarnas bygelhäst i gymnastik vid olympiska sommarspelen 1976
Herrarnas bygelhäst i gymnastik vid olympiska sommarspelen 1976 avgjordes den 18-23 juli i Montreal Forum.

## Medaljörer
| Gren                | Guld                 | Silver              | Brons                           |
| Herrarnas bygelhäst | Zoltán Magyar Ungern | Eizo Kenmotsu Japan | Nikolaj Andrianov Sovjetunionen |
| Herrarnas bygelhäst | Zoltán Magyar Ungern | Eizo Kenmotsu Japan | Michael Nikolay Östtyskland     |

## Resultat

### Final
| Placering | Gymnast                 | C     | O     | Kval  | Final | Totalt |
| --------- | ----------------------- | ----- | ----- | ----- | ----- | ------ |
|           | Zoltán Magyar (HUN)     | 9,750 | 9,850 | 9,800 | 9,900 | 19,700 |
|           | Eizo Kenmotsu (JPN)     | 9,700 | 9,850 | 9,775 | 9,800 | 19,575 |
|           | Nikolaj Andrianov (URS) | 9,700 | 9,750 | 9,725 | 9,800 | 19,525 |
| 4         | Michael Nikolay (GDR)   | 9,600 | 9,850 | 9,725 | 9,800 | 19,525 |
| 5         | Sawao Kato (JPN)        | 9,600 | 9,800 | 9,700 | 9,700 | 19,400 |
| 6         | Alexandr Ditiatin (URS) | 9,650 | 9,650 | 9,650 | 9,700 | 19,350 |